# Auki
Auki is de hoofdstad van de provincie Malaita in de Salomonseilanden. De stad ligt aan de noordzijde van de Langalanga baai aan de noordwestkust van het eiland Malaita. De stad heeft zowel een haven als een vliegveld vanwaar regelmatige verbindingen zijn met de hoofdstad van de Salomonseilanden, Honiara. 
In de stad is dagelijks markt waar verse vis, vlees en groente wordt verkocht.